# Postboks
En postboks er en unik adresserbar aflåselig boks til modtagelse af postforsendelser. Postbokse er typisk placeret på postkontorer, i forbindelse med postbutikker, ved postdistributionscentre eller ved posthuse.
I mange lande, især i Afrika og i Mellemøsten, leveres der ikke post fra dør til dør. Derfor har leje af en postboks traditionelt været den eneste måde man kunne modtage post på i sådanne lande. Lande som Jordan og Libanon er dog nu ved at introducere hjemmelevering af post.
Generelt set lejes postbokse af enten individer eller virksomheder på aftaler varierende fra en måneds længde til et års længde. Prisen på postbokslejen afhænger af postboksens størrelse. I centrale og urbane forretningsområder kan postbokse være dyrere end på landet.
Historisk set var det i Danmark gratis at benytte en postboks, men man skulle have et påviseligt behov for at få tilladelse til en sådan, som regel i form af større mængder post.
PostNord meldte ud i november 2023, at man ville udfase postboksene i løbet af 2024 som konsekvens af den nye postlov, der træder i kraft den 1. januar 2024.